# 1820 en France
Chronologie de la France
- 1816
- 1817
- 1818
- 1819
- 1820
- 1821
- 1822
- 1823
- 1824

Cette page concerne l'année 1820 du calendrier grégorien.

## Événements
- 13 février : assassinat du duc de Berry (fils du futur Charles X), le seul des Bourbons de la branche aînée dont l'épouse est en âge d’avoir des enfants[1], par l’ouvrier sellier Louis Pierre Louvel, provoquant la démission du cabinet Decazes à la demande de la famille royale. La duchesse de Berry se trouve être enceinte de l'enfant du miracle[2].
- 21 février : second gouvernement Richelieu (fin en 1821)[3]. Face à l’opposition libérale, il tente d’adopter des mesures de réaction modérées. Début de la seconde terreur blanche. La censure est rétablie, la liberté individuelle suspendue. De nombreux journaux sont réduits au silence ou ruinés par des procès multipliés[4].
- 25 février : Vidocq, chef de la Sûreté, démantèle à Berny-en-Santerre une bande organisée de « chauffeurs »[5].

- 28 mars : loi restreignant les libertés individuelles[6].
- 31 mars : loi sur la publication des journaux et écrits périodiques[6]. Elle rétablit censure et autorisation préalable, restreignant la liberté de la presse.

- 2-3 juin : troubles à Paris pendant les discussions sur la loi électorale. Les étudiants se réunissent autour du palais Bourbon pour protester. À la suite des provocations de la garde royale, des députés libéraux sont attaqués et un étudiant en droit, Lallemend, est tué place du Carrousel le 3 juin. Le 6 juin, 6 000 personnes se réunissent dans le calme pour ses obsèques au Père Lachaise[7].

- 29 juin : la loi du double vote est promulguée[8].

- 19 août : conspiration militaire dite du « Bazar français », projet d'une insurrection qui éclaterait simultanément à Paris, à Lyon, à Colmar et dans plusieurs autres villes[9]. Le complot libéral est élaboré dans la garnison de Paris, dans le but d’utiliser l’armée pour renverser le ministère. Découvert avant tout début d’exécution, il n'aboutit pas[4].

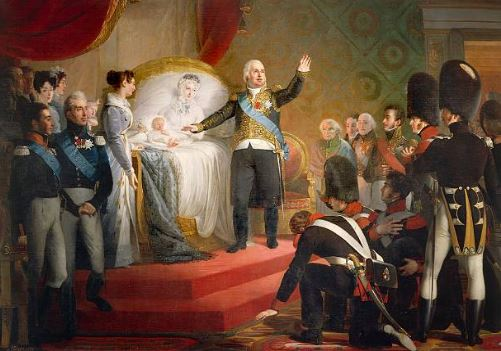
29 septembre : naissance du duc de Bordeaux.

- 29 septembre : naissance du duc de Bordeaux, fils posthume du duc de Berry[10].

- 7-8 octobre : un banquet offert à Saumur à Benjamin Constant par les libéraux de la ville est troublé par les élèves de l'école de cavalerie, en majorité royalistes. Le 7 octobre, ils assiègent la maison où il loge, jettent des pierres et somment le député de la Sarthe de quitter la ville. Dispersés par la garde nationale, ils reviennent le lendemain pour empêcher le banquet. La garde nationale intervient à nouveau. Plusieurs coups de feu sont tirés ; il y a plusieurs blessés de part et d'autre. Constant quitte la ville le 9 octobre[11].
- 11 octobre : ordonnance du roi concertant le rétablissement de l'Administration des forêts[10].
- 17 octobre : exécution à Rosières-en-Santerre (Somme), des trois meneurs des « chauffeurs du Santerre », dont Prudence Pezé alias la « Louve de Rainecourt »[12].
- 23 octobre : ordonnance portant réorganisation des corps d'infanterie français[13].

- 1er novembre : le marquis de Lauriston est nommé ministre de la maison du roi[10].
- 4 et 13 novembre : élections législatives, nette victoire des ultras[14].

- 19 décembre : discours du roi à l'ouverture de la session législative[10].
- 21 décembre : à la suite des élections de novembre, une ordonnance nomme Lainé, Villèle et Corbière, ministres sans portefeuille[14]